# Bieberbach (Egloffstein)
Bieberbach ist ein Gemeindeteil des Marktes Egloffstein im Landkreis Forchheim (Oberfranken, Bayern).

## Geografie
Das  Kirchdorf im Südwesten der Wiesentalb ist ein Gemeindeteil des Marktes Egloffstein in Oberfranken. Es befindet sich etwa vier Kilometer nordöstlich von Egloffstein auf einer Höhe von 514 m ü. NHN.

## Geschichte
Bis zum Beginn des 19. Jahrhunderts unterstand Bieberbach der Herrschaft reichsunmittelbarer Adeliger, die sich in dem zum Fränkischen Ritterkreis gehörenden Ritterkanton Gebürg organisiert hatten. Als die reichsritterschaftlichen Territorien in der Fränkischen Schweiz 1805 mediatisiert wurden, wurde das Dorf unter Bruch der Reichsverfassung vom Kurfürstentum Pfalz-Baiern annektiert. Damit wurde Bieberbach ein Bestandteil der bei der „napoleonischen Flurbereinigung“ in Besitz genommenen neubayerischen Gebiete, was im Juli 1806 mit der Rheinischen Bundesakte legalisiert wurde.
Durch die Verwaltungsreformen im Königreich Bayern zu Beginn des 19. Jahrhunderts wurde Bieberbach mit dem Zweiten Gemeindeedikt 1818 eine Ruralgemeinde, zu der auch der Weiler Rothenhof gehörte. Im Zuge der kommunalen Gebietsreform in Bayern wurde die Gemeinde Bieberbach am 1. Mai 1978 in den Markt Egloffstein eingegliedert. Im Jahr 1987 hatte Bieberbach 293 Einwohner.

## Sehenswürdigkeiten

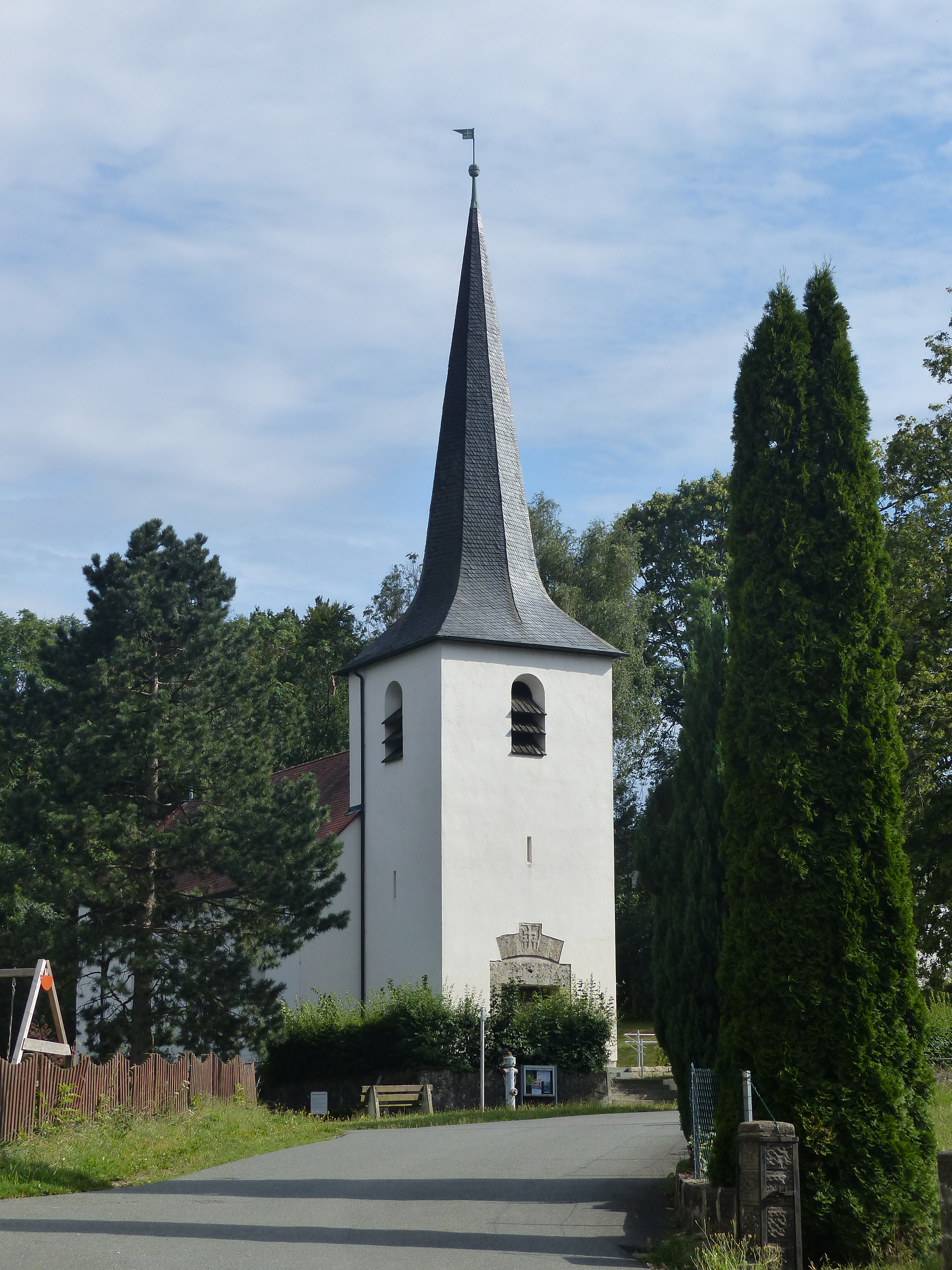
Die Kirche von Bieberbach

In Bieberbach gibt es zwei denkmalgeschützte Bauwerke, die evangelische Reformationsgedächtniskirche und ein Wohnhaus.
Außerdem besitzt Bieberbach einen der weltweit größten Osterbrunnen.

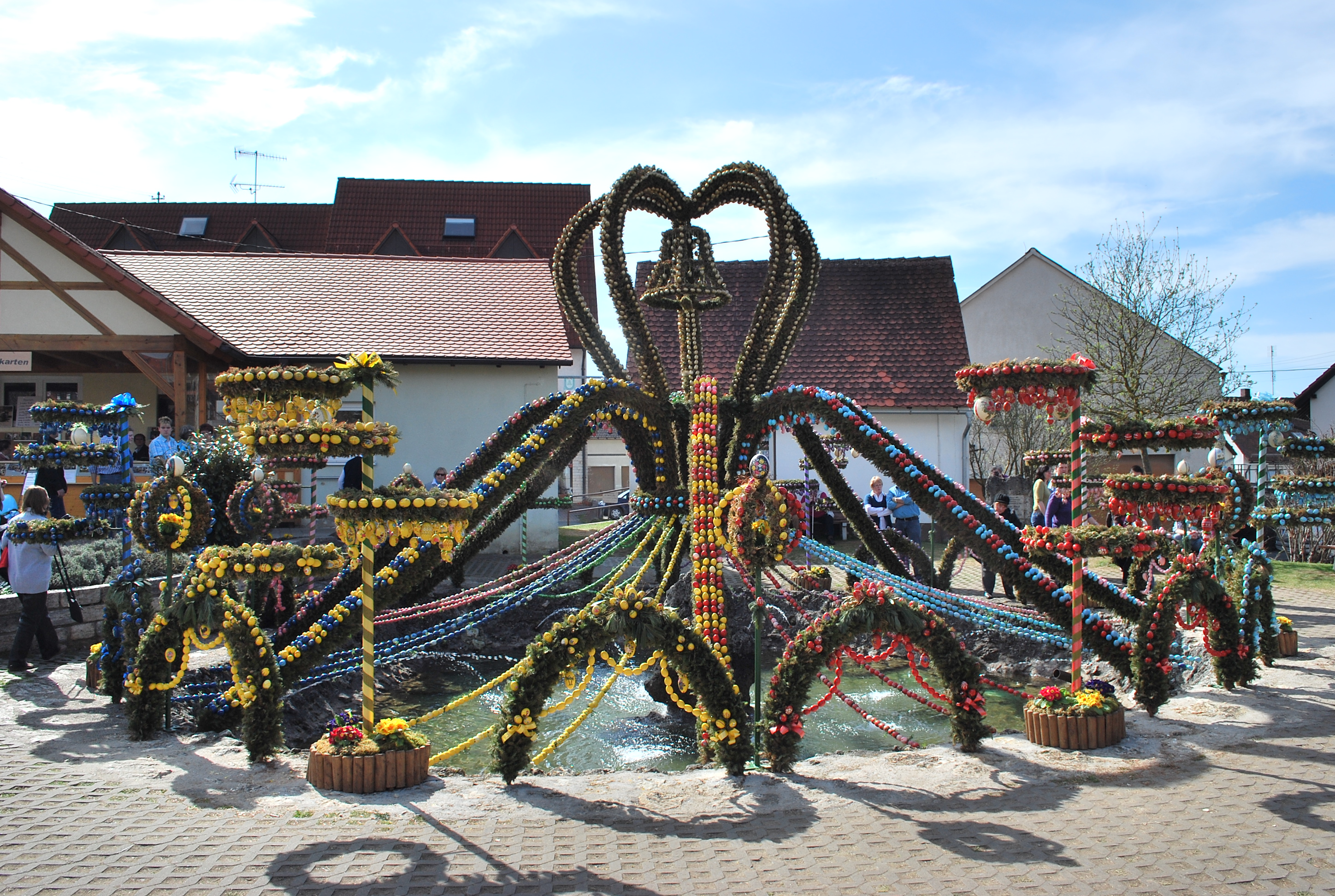
Osterbrunnen in Bieberbach

## Verkehr
In Bieberbach kreuzen sich die beiden Kreisstraßen FO 21 und FO 23. Außerdem beginnt im Ort die FO 43, die in östlicher Richtung nach Kleingesee führt.